# 박상원 (펜싱 선수)
박상원(2000년 9월 14일~)은 대한민국의 펜싱 선수로 주 종목은 사브르이다. 2024년 하계 올림픽 남자 사브르 단체전에서 금메달을 획득했다.

## 경력
대전매봉중학교와 대전송촌고등학교, 한국체육대학교를 졸업했다. 
2023년 7월 중국 청두에서 열린 유니버시아드 대회에 참가했으며 개인전에서 헝가리의 호르바트 게르괴를 꺾고 금메달을 획득했다. 또한 도경동, 성현모, 황현호와 함께 단체전에서 이탈리아의 뒤를 이어 은메달을 획득했다.
2024년 7월 파리에서 열리는 2024년 하계 올림픽에 참가했다. 그는 개인전에서 첫 상대인 미국의 콜린 히스콕을 꺾었으나 다음 상대인 중국의 선천펑에게 패하여 탈락했다. 이후 열린 단체전에서는 헝가리를 꺾고 금메달을 획득했다.